# Samos
Samos (em grego:  Σάμος) é uma ilha grega no leste do mar Egeu, localizada entre a ilha de Quio ao norte e o arquipélago das Ilhas Egeias do Norte (norte do Dodecaneso) ao sul e em particular a ilha de Patmos e na costa da Turquia, em que foi formalmente conhecida como Jônia. Seu nome em turco é Sisam. Faz parte do Egeu Setentrional e a parte do Egeu em que se encontra é conhecida como mar Icário.

## Samos na mitologia grega
No século II d.C., os nativos da ilha diziam que foi nela que nasceu Hera.
O poeta Ásio de Samos traça a genealogia do nome de Samos até a época de Agenor. Nesta versão, Fênix (filho de Agenor) se casou com Perimede, filha de Eneu, e teve duas filhas, Astipaleia e Europa. Anceu era filho de Astipaleia e Posidão, e casou-se com Samia, filha de Menandro. Anceu e Samia tiveram quatro filhos, Perilau, Enudo, Samos e Aliterses, e uma filha, Parténope. Parténope e Apolo foram pais de Licomedes.
No século II d.C., havia na ilha um santuário muito antigo de Hera, que alguns diziam ter sido feito pelos argonautas, e outros por Esmilis, filho de Euclides, um contemporâneo de Dédalo.
Quando Deifontes e os argivos expulsaram os jônios do Epidauro, estes, liderados por Procles (filho de Pitireu),  se mudaram para Samos, e foram recebidos pelos habitantes mais por necessidade do que de boa vontade. Durante o reinado de Leogoro, filho de Prócles, a ilha foi conquistada pelos efésios, liderados por Androclo, que expulsaram os sâmios da ilha, acusando-os de conspirar com os cários contra os jônios.
Alguns destes sâmios emigraram para uma ilha próxima da Trácia, antes chamada de Dardânia, e que passou a se chamar Samotrácia. Outros foram para o lado oposto à ilha, fortificaram uma cidade, e, dez anos depois, expulsaram os efésios e retomaram o controle da ilha.

## História
A ilha foi um dos atores de um dos mais importantes conflitos que ocorreram durante o Império Ateniense: após entrar em guerra com Mileto, sendo ambos aliados de Atenas, Samos se rebelou contra Atenas,  no que ficou conhecido como a Guerra Sâmia.

## Descrição e condições naturais

Bandeira de Samos

A área da ilha é 468 km², tem 43 km de comprimento e 13 km de largura. É uma das principais e mais férteis das ilhas do mar Egeu que quase aderem à Anatólia, da qual é separada pelo estreito de Mícala de apenas uma milha (1,6 km) de largura. É ocupada na maior parte de sua extensão pela cordilheira Kerkis, de que o pico máximo é o monte Vigla, com 1433 metros de altitude, perto de sua extremidade oeste, chamada monte Kerkis.
A cordilheira é de facto uma continuação da do monte Mícala no continente, de que o promontório de Trogílio, imediatamente do lado oposto à cidade de Samos, formou o ponto extremo. A ilha é consideravelmente fértil, e uma grande porção dela é coberta com vinhas, o vinho das uvas de Vate divertindo uma reputação especialmente alta.
A população da ilha é de cerca de 42 000 habitantes (80% da população da prefeitura).

## Ver também

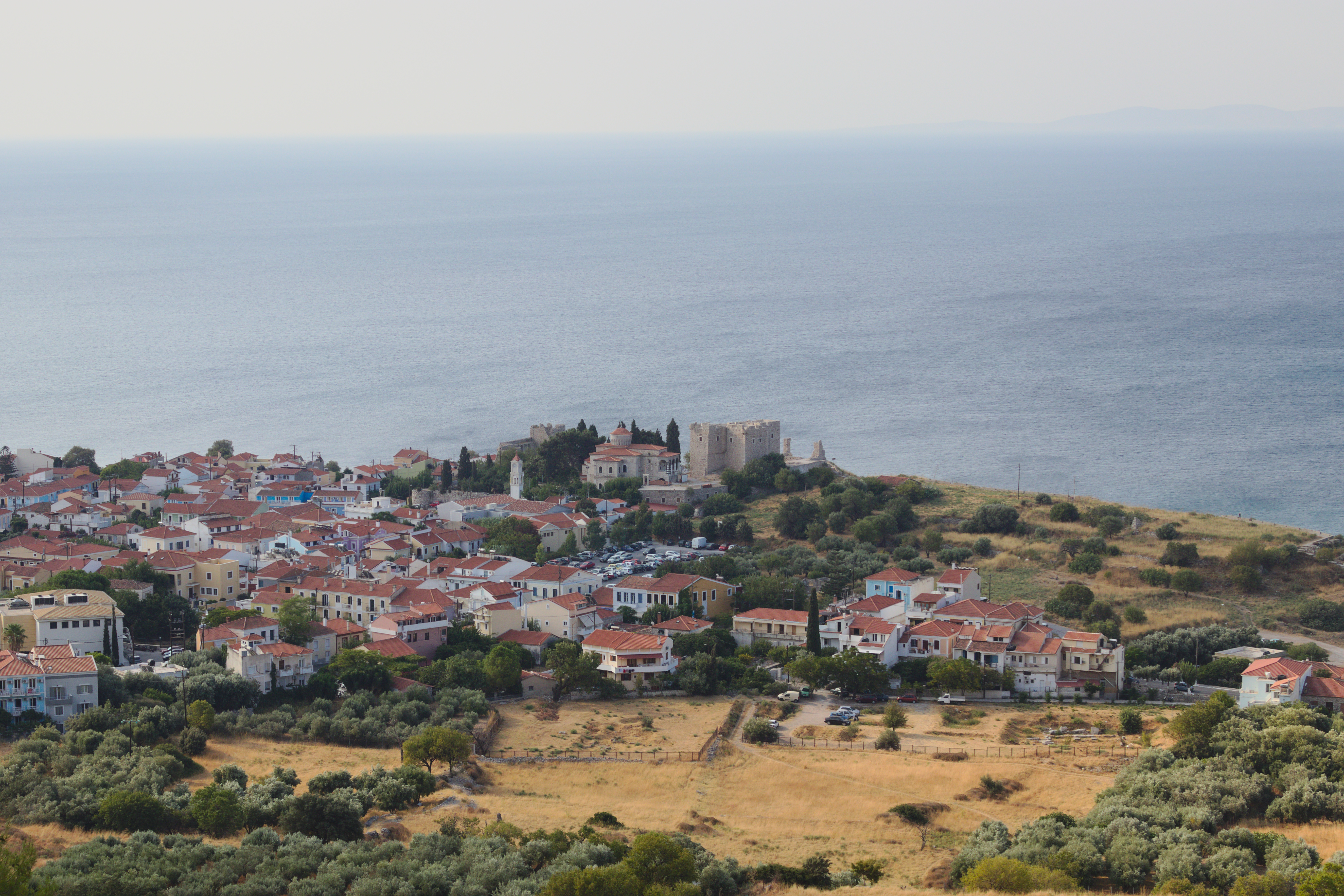
Panorama de Pythagoreion, local de nascimento de Pitágoras, em Samos